# Ragnarök Online 2: Legend of the Second
Ragnarök Online 2: Legend of The Second (coréen : 라그나로크 온라인 2: Legend of the Second) est une nouvelle refonte du jeu Ragnarök Online 2: Gate of the World (coréen : 라그나로크 온라인 2: The Gate of the World) le MMORPG créé par Gravity Corp. de Corée du Sud auteur du célèbre MMORPG, Ragnarok Online.
En juillet 2010 a été annoncée la fin de la première version du jeu Ragnarök Online 2: Gate of the World, la nouvelle version Ragnarök Online 2: Legend of The Second a été développée à la place. Cette nouvelle version vise les mécanismes et l'ambiance de la version originale de Ragnarök Online mais sera avec un moteur 3D.
Le moteur du jeu a changé plusieurs fois depuis la sortie de la première bêta fermée en 2007 de son prédécesseur. Ragnarok Online 2 utilise le moteur Gamebryo. Le précédent utilisé était UnrealEngine 2.5.

## Système de classe
Le système de classe de Ragnarok Online 2: Legend of the Second a été très influencé par son prédécesseur, Ragnarok Online.
| Epéiste           | Epéiste  | Voleur | Voleur   | Archer | Archer   | Acolyte | Acolyte | Magicien | Magicien    |
| Deuxièmes classes |          |        |          |        |          |         |         |          |             |
| Chevalier         | Guerrier | Rogue  | Assassin | Ranger | Chasseur | Pretre  | Moine   | Sorcier  | Ensorceleur |

En plus de ce système de classe, il y a un système de double vie qui permet aux personnages d'entrer dans la peau et le costume correspondant à leur métier mais aussi d'invoquer un serviteur correspondant lui aussi au métier du joueur et disposant de capacités d'attaques, de défenses ou de support uniques.
| Métiers    | Métiers    | Serviteur | Serviteur |
| ---------- | ---------- | --------- | --------- |
| Alchimiste | Alchimiste | Hohenheim | Hohenheim |
| Tailleur   | Tailleur   | Veriel    | Veriel    |
| Cuisinier  | Cuisinier  | Demeter   | Demeter   |
| Forgeron   | Forgeron   | Vulcan    | Vulcan    |

## Système de double vie
Toutes les classes de Ragnarök Online ont été reprises ici ; seule la classe de marchand n'a pas été incluse. Le nouveau système de double vie permet de centrer le développement des personnages vers une nouvelle voie. À l'instar du marchand qui ouvre son magasin pour vendre, les joueurs, grâce à une nouvelle fonction, pourront définir leurs personnages en tant que PNJ (personnage non joueur) en hors ligne et vendant leurs services en tant que soigneur, artisan, forgeron, tailleur, etc., aux joueurs actifs pour faire des profits.

## Système de carte
Le système de carte fait son grand retour dans Ragnarök 2 ; à la différence du premier volet, les cartes seront rattachées à leurs personnages, octroyant des bonus uniques de statistiques. La raison de ce changement est dû aux objets très rares qui arrivent à égaler certains objets faibles équipées de cartes rares.
De plus, dans Ragnarok Online, plusieurs joueurs avaient des difficultés à obtenir des cartes très rares. Ainsi, GRAVITY Co., Ltd. a implanté des cartes de différents rangs, bronze, argent et or. Dans tous les cas, une carte or sera difficile à obtenir tandis qu'une carte bronze tombera facilement.
En combinant cinq cartes du même rang, vous obtiendrez une carte du rang supérieur augmentant ainsi les caractéristiques que vous auriez obtenues en ayant juste une carte en bronze.
Une fois qu'un joueur a atteint le nombre maximum de cartes, il devra en détruire une s'il veut en équiper une autre.

## Système de familiers
Le système de familier de Ragnarok Online va aussi faire son retour. Les joueurs pourront dompter des monstres octroyants des capacités spéciales et un niveau d'intimité. Pour le moment, il n'est en aucun cas questions que les familiers participent à un combat.
Voici la liste des familiers connus : Poring, Lunatic

## Développement
Le jeu est actuellement en phase de bêta ouverte pour les Coréens.
La sortie du jeu est prévue pour le 1er trimestre de 2012.[Passage à actualiser]
Le 1er mai 2013, un serveur s'est ouvert pour l'Europe/Amérique du Nord.